# Broken-Hearted Girl
Broken-Hearted Girl è un singolo della cantante statunitense Beyoncé, pubblicato il 28 agosto 2009 come quinto estratto dal terzo album in studio I Am... Sasha Fierce.

## Descrizione
Broken-Hearted Girl doveva essere il quarto singolo estratto nel mercato europeo. È stato però sostituito da Sweet Dreams ed è stato scelto come quinto singolo in Europa. Nei Paesi Bassi è stato pubblicato contemporaneamente Radio e non è chiaro ancora se quest'ultima canzone seguirà la pubblicazione di Broken Hearted Girl. Nel frattempo nel mercato americano viene pubblicato Video Phone, traccia contenuta nella side Sasha Fierce dell'album. Successivamente si è deciso di estrarre Broken Hearted Girl anche in Europa.

## Video musicale
Il video musicale è stato reso disponibile nel dvd Above and Beyoncè, uscito in agosto. Il dvd contiene i video di tutti i singoli estratti fino ad allora, prima che la scelta del singolo cambiasse improvvisamente a favore di Sweet Dreams. Diretto da Sophie Muller, il video, in bianco e nero, mostra varie scene della cantante sulla spiaggia, sola, che riflette sulla sua relazione con il suo uomo.

## Classifiche
| Classifica (2009) | Posizione massima |
| ----------------- | ----------------- |
| Australia         | 14                |
| Austria           | 38                |
| Germania          | 14                |
| Irlanda           | 20                |
| Regno Unito       | 27                |
| Stati Uniti       | 102               |
| Svizzera          | 79                |